# Leptosiaphos luberoensis
Espèce
Synonymes
- Panaspis luberoensis De Witte, 1933

Leptosiaphos luberoensis est une espèce de sauriens de la famille des Scincidae.

## Répartition
Cette espèce est endémique de l'Est de la République démocratique du Congo.

## Étymologie
Son nom d'espèce, composé de lubero et du suffixe latin -ensis, « qui vit dans, qui habite », lui a été donné en référence au lieu de sa découverte : Lubero.

## Publication originale
- De Witte, 1933 : Batraciens et reptiles recueillis par M.L. Burgeon au Ruwenzori, au Kivu et au Tanganika. Revue de zoologie et de botanique africaines, vol. 24, p. 111-123.